# Picco Garmo
Il picco Garmo (in tagico: Қуллаи Гармо, Qullai Garmo; in russo: пик Гармо, pik Garmo) è una montagna del Tagikistan e si trova nel Pamir, nella regione autonoma di Gorno-Badachšan, nel distretto di Murghob.

## Geografia
Il picco è alto 6595 metri s.l.m. È situato all'incrocio tra la catena del Darvaz e la catena dell'Akademii Nauk (Accademia delle Scienze), a sud del Picco Ismail Samani e a ovest del lago Karakul. A est del Picco Garmo si diparte il ghiacciaio Fedčenko, il più lungo ghiacciaio del mondo al di fuori delle regioni polari.

## Storia
La prima scalata alla vetta, nel 1948, si deve all'alpinista sovietico Anatolij Bagrov.